# Hlebine
Hlebine falu és község Horvátországban, Kapronca-Kőrös megyében. Közigazgatásilag Gabajeva Greda tartozik hozzá.

## Fekvése
Kaproncától 11 km-re keletre, a Kapronca-patak bal partján fekszik.

## Története
A határában levő régészeti lelőhely leleteinek tanúsága szerint a település területén már az őskortól fogva éltek emberek. Hlebine központjától 2 km-re északkeletre, a Gabajeva Greda felé vezető út mentén található a „Velike Hlebine” lelőhely, ahol egy 600 méter hosszúságú, észak-déli irányú kettős magaslaton az őskortól a középkorig terjedő időszak kerámialeletei kerültek elő. A kerámia legnagyobb része bronzkori, a fémolvasztásból visszamaradt salakdarabok pedig itt működő ókori öntőműhelyre utalnak.
A középkorban, a török időkben elpusztított strugai plébánia magába foglalta a mai Hlebina területét is. A települést 1671-ben említik először mint a katonai kerülethez és a novigradi plébániához tartozó falut. Szent Katalin tiszteletére szentelt kápolnája  nem sokkal az előtt épülhetett. Egyházi szolgálatát a novigradi és a dörnyei plébániákról látták el. Az 1680-as egyházlátogatás szerint a kápolnának egy oltára volt és a dörnyei plébániához tartozott. 1700-ban a vizitáció során kápolnáról leírták, hogy paticsfalú, szilárd alapjai tölgyfából készültek. A bejárat felett fából épített kórus emelkedett, előtte pedig előtér volt, mely felett a fából ácsolt harangtorony magasodott. A harang azonban nem ebben volt elhelyezve, hanem a faluban épített haranglábban volt. A kápolna oltára falazott volt, rajta Szent Katalin képével, és volt egy másik, bőrre festett  Szent Katalin képe is az evangéliumi oldalon. Mennyezete fából készített asztalosmunka, padlózata pedig döngölt föld volt. Körülötte el nem kerített temető feküdt, ezért a főesperes elrendelte a bekerítését, illetve a kápolna tetejének javítását. Kelyhe és paténája aranyozott ezüstből készült, de a kehely alsó része rézből volt. A kápolna két keresztje közül az egyik rézből, a másik fából készült. A 18. századtól a falunak önálló plébániája volt.
A falunak 1857-ben 1749, 1910-ben 2050 lakosa volt. Trianonig Belovár-Kőrös vármegye Kaproncai járásához tartozott. Hlebina községet 1993-ban alapították, addig közigazgatásilag Kaproncához tartozott. 2001-ben a falunak 1291, a községnek 1470 lakosa volt. A településen nyolcosztályos általános iskola működik.

## Lakossága
| Lakosság változása | Lakosság változása | Lakosság változása | Lakosság változása | Lakosság változása | Lakosság változása | Lakosság változása | Lakosság változása | Lakosság változása | Lakosság változása | Lakosság változása | Lakosság változása | Lakosság változása | Lakosság változása | Lakosság változása | Lakosság változása |
| ------------------ | ------------------ | ------------------ | ------------------ | ------------------ | ------------------ | ------------------ | ------------------ | ------------------ | ------------------ | ------------------ | ------------------ | ------------------ | ------------------ | ------------------ | ------------------ |
| 1857               | 1869               | 1880               | 1890               | 1900               | 1910               | 1921               | 1931               | 1948               | 1953               | 1961               | 1971               | 1981               | 1991               | 2001               | 2011               |
| 1749               | 1711               | 2004               | 2018               | 2056               | 2050               | 2094               | 2059               | 1940               | 1864               | 1817               | 1728               | 1583               | 1395               | 1291               | 1304               |

## Nevezetességei
- Alexandriai Szent Katalin szűz és vértanú tiszteletére szentelt plébániatemploma[5] a 19. század első felében épült. A templom egyhajós, téglalap alaprajzú, szűkebb szentéllyel, lekerekített szentéllyel, melynek déli oldalán egyemeletes sekrestye, a nyugati főhomlokzat felett pedig harangtorony található. A templom a régebbi, lebontott templom helyén épült az egyházközség 1799-es újjáalapítása után, a plébánia épületének közelében. Késő barokk-klasszicista stílusú épület, amelyet az azonos stílusú plébániával együtt építettek.

- Hlebinétől két kilométerre található a középkori Struga falu helye, mely a mai Svetinjski breg nevű kisebb magaslat körül helyezkedett el.[6] Korábbi kutatások alapján megállapították, hogy ezen a helyen a föld alatt szakrális épületmaradványok találhatók. Egyes szerzők annak a lehetőségét is felvetik, hogy ott egy középkori erőd maradványai is találhatók. Svetinjski breg az irodalomban leggyakrabban a strugai Boldogságos Szűz Mária templom helyeként jelenik meg, amelyet 1334-ben említenek először a zágrábi egyházmegye plébániajegyzékében. A Drávamente felső részének 2014-ben végzett régészeti terepi felmérése szintén érintette ezt a helyszínt, ahol nagy mennyiségű régészeti anyagot találtak. Az összegyűjtött kerámiák elemzése azt mutatja, hogy a helyszínt az őskor, az ókor, valamint a középkor folyamán használták. Nagyobb mennyiségű építőanyagot és emberi csontot is találtak, ami megerősíti a helyszín szakrális jellegét és alátámasztja azt a tézist, hogy a Boldogságos Szűz Mária templom ezen a helyen volt.[7]

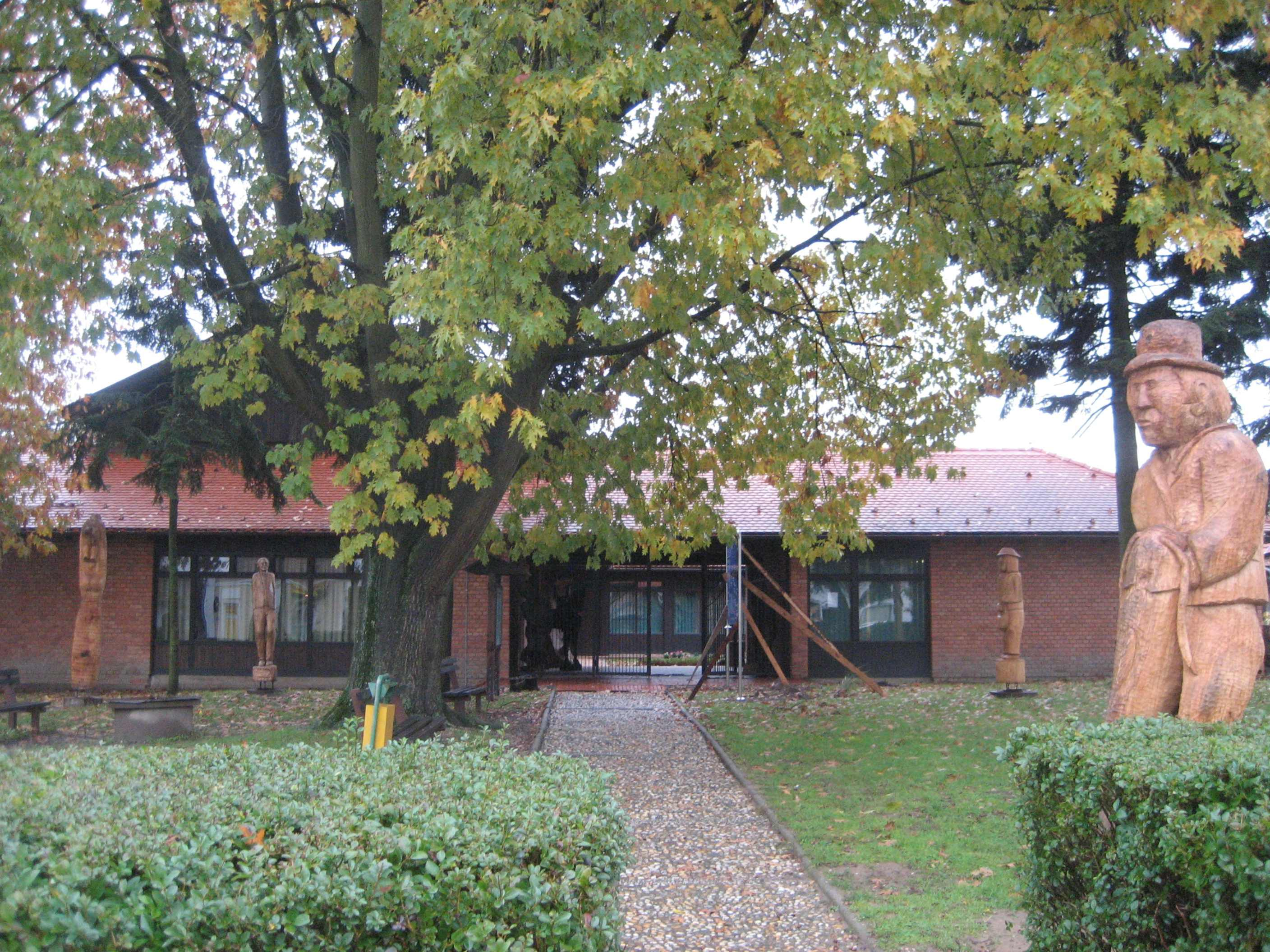
A hlebinei naiv művészeti galéria épülete

## Kultúra
A falu a naiv művészet egyik horvátországi központja, több naiv művész született a településen. A legnevesebbek Krsto Hegedušić, Ivan Generalić, Franjo Mraz és Dragan Gaži naiv művészek. Műveik a helyi művészeti galériában tekinthetők meg. Ivan Generalić egykori lakóháza szintén képtárnak ad otthont.